# (6582) Flagsymphony
(6582) Flagsymphony es un asteroide perteneciente al cinturón de asteroides, descubierto el 5 de noviembre de 1981 por Edward Bowell desde la Estación Anderson Mesa (condado de Coconino, cerca de Flagstaff, Arizona, Estados Unidos).

## Designación y nombre
Designado provisionalmente como 1981 VS. Fue nombrado Flagsymphony en homenaje a la orquesta sinfónica de Flagstaff que celebra su temporada 50 entre los años 1999 al 2000.

## Características orbitales
Flagsymphony está situado a una distancia media del Sol de 2,777 ua, pudiendo alejarse hasta 3,575 ua y acercarse hasta 1,979 ua. Su excentricidad es 0,287 y la inclinación orbital 8,905 grados. Emplea 1690 días en completar una órbita alrededor del Sol.

## Características físicas
La magnitud absoluta de Flagsymphony es 12,8. Tiene 17,892 km de diámetro y su albedo se estima en 0,031. Está asignado al tipo espectral Ch según la clasificación SMASSII.